# 林添禎
林添禎（1926年—1964年3月18日），臺灣臺北縣萬里鄉野柳里人，為救在野柳旅遊而落海的大學生而殉身，立有銅像紀念，國立編譯館並將事蹟寫入國民小學教材。

## 殉身
林添禎家住野柳村港東65號，在當地與妻子林陳雲經營小吃店，父親林風發，弟林添祥。
林添禎在當地救過四次溺水者，第一次是1963年12月救起一對兄弟。過去野柳風景區的居民迷信救溺者會代替溺水者死，當地也不設鐵欄，無法防止人掉入水裡。父親認為兒子遲早會遭到噩運，卻又想相信好人有好報。1964年3月18日早上，林添禎又救起來一個墜海女性及另外一個學生。
當日下午2點，台灣大學政治系一年級、香港籍僑生張國權在仙履石（仙女鞋）附近不慎失足墜落海中，當時恰巧漲潮，雖然他會泳技，但因體力不支逐漸下沉，這時林添禎跳海中營救，兩人均告滅頂，林添禎遺體於隔日早上撈獲。享年三十八歲的林添禎遺下父母、弱妻及七名一至十三歲的稚子。

## 身後

### 捐款與助學
同月23日，國民黨中央五組主任張寶樹日偕台北縣代縣長李文玉、省觀光事業委員會副主委高大經等赴野柳訪慰遺屬，並指示萬里鄉長許耀分在野柳觀光區建立林添禎紀念碑的有關事項。國民黨台灣省黨部主委薛人仰當日也派台北辦事處主任林朝果赴慰問，並贈送慰問金二千元。台北縣議會決定每人捐助四十元，六十二位議員計捐二千四百八十元。
林添禎去世數天後報導，臺灣各界就開始捐款給林添禎遺屬。兒子林志輝回憶說，父親出事那年他才五歲，各界善款送到各報社，指定要給林家遺族。聯合報社也收到台北市民生東路張丁漢、永和鎮中興街鄭先生、台北市開封街二段梁泉、新竹市彭錦偉、大甲鎮庄美里黃直發等人的捐款。林陳雲常提醒子女要知恩圖報，有機會要對他們道謝。竹南鎮的陳松生當年見報章雜誌報導林添禎捨身救人事件，第一次行善捐助三百元，此後知曉有需要幫忙的個案，就會捐錢及捐棺等，多年捐贈白米幫助弱勢家庭。
林家年幼子女安排到華興育幼院就讀。台北市有四所中等學校自願捐贈獎學金供給其長子林棟樑就讀，而他在1965年選擇報考育達商職，但考試分數距該校錄取標準尚差十餘分，校方決定破格錄取，並贈與特別獎學金七千二百元。
政府特別撥出國有地供林家蓋房子，資金來自民眾寄到中央日報社的十多萬元，取名為「添禎樓」。多年後，林家開放他們家居住的添禎樓供外界參觀，地址為新北市萬里區野柳里港東路151號。
當年屬於特許行業的瓦斯行，由政府准林家在野柳獨家開設。七名子女各有所司，分別經營瓦斯行、運輸業、貿易、小吃店，生活小康。五子林志輝退伍後，因四哥林志雄意外喪命，遂回去幫母親經營瓦斯行。林家多年並無與張國權的香港遺眷聯絡，林志輝解釋說，一方面是距離，一方面是沒人想再提起那段回憶。2000年2月24日，林陳雲因直腸癌過世。林志輝整理母親遺留的捐款信件，內有一百多位捐款者，發現許多小學生放棄畢業旅行捐出旅費，讓他十分感動。
2002年4月15日，在野柳開設「添禎煤氣行」的林志輝前往余紀忠喪禮會場致祭，拿出當年余紀忠與他們全家人合影的照片，感謝報社那時不斷的報導、更出資在野柳海邊興建林添禎像。2011年11月2日，林志輝自野柳家出發，從最近的基隆展開尋找恩人之旅，想依信中地址找基隆中正國校六年平班的何志銘、以及五年信班的張衛興、信義國校的勵淑靜等人，卻都尋覓不著。

### 紀念與防範

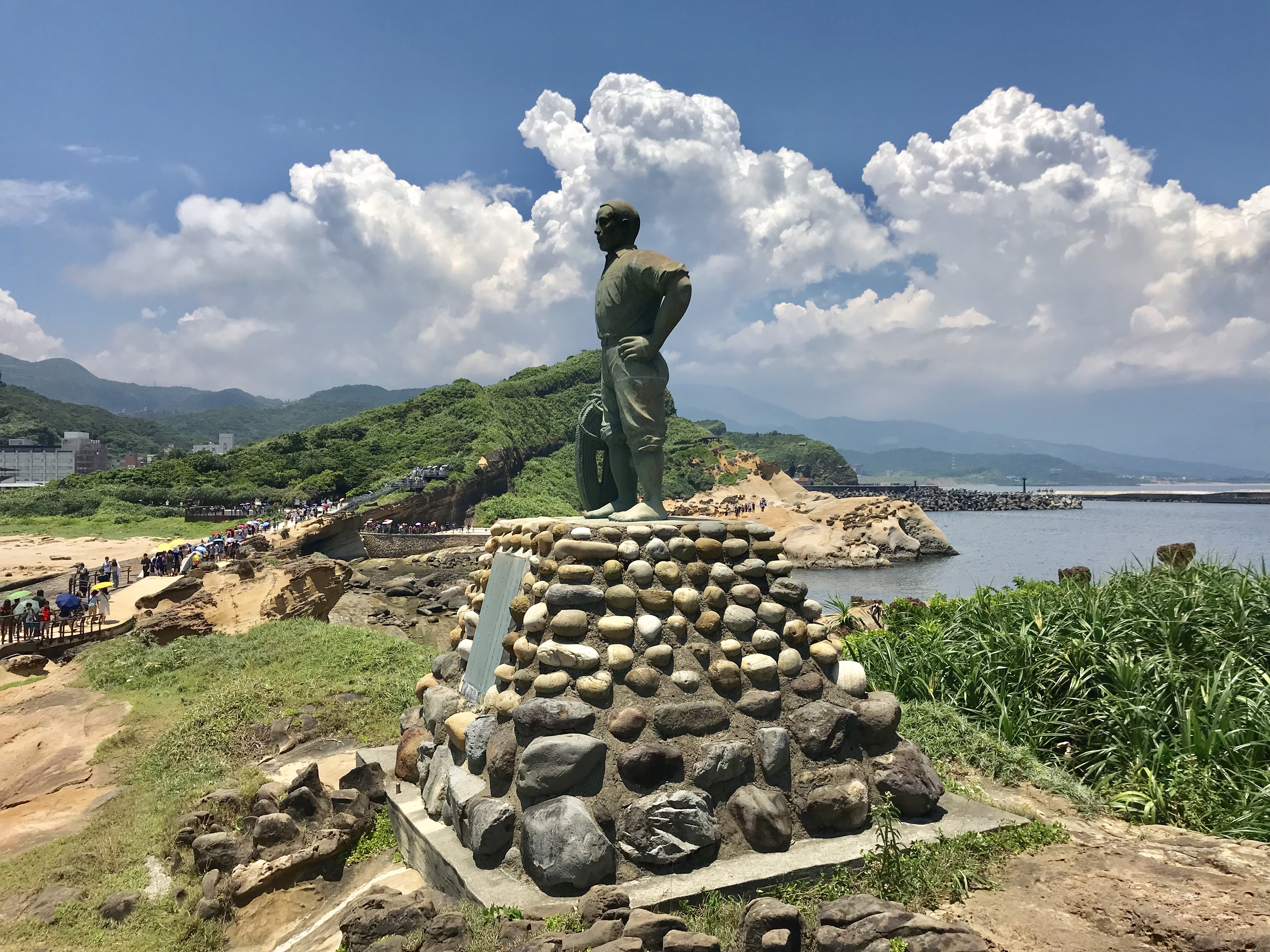
林添禎銅像

救國團在野柳海邊塑建林添禎紀念像，由張英超依照林添禎生前唯一留下的兩張照片在淡水的工作室設計雕像，所塑造型是挽起褲管、手執一束繩索的青年人。雕像為水泥製，基座是用石塊疊成。臺灣之前因救溺犧牲而立像的是二水的淺井初子像。1964年8月2日，設立在仙履鞋後方約五公尺的林添禎紀念碑舉行落成典禮，內政部長連震東主持剪綵並揭幕，政府機關首長及來賓二百餘人參加。同月16日，林添禎紀念像舉行揭幕禮，蔣經國主持揭幕禮。
蔣中正總統題頒「義行足式」匾額，並加褒辭：「台灣省台北縣民林添禎，援溺蹈海，奮不顧身，明義履仁，堪為世範，特頒匾額，以昭激勵」。同年12月24日，頒匾典禮在添禎樓舉行，由台北縣長蘇清波代表總統給林添禎父親。
國立編譯館將林添禎捨己救人的事蹟編入國小高年級國語第一冊第十五課，課題是「義勇的漁夫」，自五十三學年度（1964年）起施教。政府次年為在基隆八斗子救溺犧牲的簡金墻立像，1966年為救溺犧牲的蕭曜友、鄭漢立像。
萬里鄉公所以紅色油漆在仙履石劃一條很長的紅漆線，並在石面上寫下「前面危險，請勿前進」等警告語句。1967年5月14日，師大附中附設技藝訓練班學生廖季衡同樣在仙履鞋跳水拯救附近一對母女，皆溺斃。當日救生員拒絕救人，當地人和船隻也拒絕撈屍，後由遊客和軍人援手，才拖上岸。父親廖紫微同月18日親至救國團總團部，捐出新台幣三千元，要救國團代轉有關單位作加強野柳安全設備之用。同月27日，廖紫微發表了一篇「痛定思痛話野柳」的文章，批判當地人堅持「活的不救，死的也不碰」的迷信，使人到了不能容忍的程度。
之後臺灣立有救溺者雕像的有東港的韋啟承像、臺中市的李益勝像、大里的蔡恆懷像、新竹市的許榮燦像、圓山的李再春像、三重的童宏勝像、頭城的溫文龍像、貢寮的蘇國賢像、新店的李合豐像、旗津的楊清吉像、國姓的曾鴻林像等。
2004年報導，北海岸及觀音山國家風景區管理所重新規畫野柳風景區，想將塑像遷移，家屬不同意。後來，野柳地質公園將林添禎塑像換成銅製。2006年報導時，林添禎的故事已不在國小課本上。
本來監委黃煌雄建議添禎樓改設紀念館，七位林添禎子女也同意，但2013年3月中旬被市府否決。

## 外部連結
- 维基共享资源上的相關多媒體資源：野柳地質公園林添禎像
- 添禎樓官網 （页面存档备份，存于）